# Lista di asteroidi (255001-256000)
Di seguito una lista di asteroidi dal numero 255001 al 256000 con data di scoperta e scopritore.

## 255001-255100
| Nome                | Designazione provvisoria | Data di scoperta | Scopritore          |
| ------------------- | ------------------------ | ---------------- | ------------------- |
| 255001 -            | 2005 TX12                | 2 ottobre 2005   | Mount Lemmon Survey |
| 255002 -            | 2005 TT13                | 3 ottobre 2005   | NEAT                |
| 255003 -            | 2005 TD17                | 1 ottobre 2005   | LINEAR              |
| 255004 -            | 2005 TT18                | 1 ottobre 2005   | CSS                 |
| 255005 -            | 2005 TU20                | 1 ottobre 2005   | Mount Lemmon Survey |
| 255006 -            | 2005 TV21                | 1 ottobre 2005   | Spacewatch          |
| 255007 -            | 2005 TB25                | 1 ottobre 2005   | Mount Lemmon Survey |
| 255008 -            | 2005 TH25                | 1 ottobre 2005   | Mount Lemmon Survey |
| 255009 -            | 2005 TV25                | 1 ottobre 2005   | Mount Lemmon Survey |
| 255010 -            | 2005 TM28                | 1 ottobre 2005   | Mount Lemmon Survey |
| 255011 -            | 2005 TU28                | 2 ottobre 2005   | NEAT                |
| 255012 -            | 2005 TT36                | 1 ottobre 2005   | LINEAR              |
| 255013 -            | 2005 TN40                | 1 ottobre 2005   | Spacewatch          |
| 255014 -            | 2005 TD41                | 2 ottobre 2005   | Mount Lemmon Survey |
| 255015 -            | 2005 TF42                | 3 ottobre 2005   | CSS                 |
| 255016 -            | 2005 TX46                | 3 ottobre 2005   | CSS                 |
| 255017 -            | 2005 TB48                | 6 ottobre 2005   | Spacewatch          |
| 255018 -            | 2005 TK48                | 7 ottobre 2005   | Healy, D.           |
| 255019 Fleurmaxwell | 2005 TN52                | 10 ottobre 2005  | Dawson, M.          |
| 255020 -            | 2005 TB54                | 1 ottobre 2005   | Spacewatch          |
| 255021 -            | 2005 TS54                | 1 ottobre 2005   | LONEOS              |
| 255022 -            | 2005 TJ55                | 5 ottobre 2005   | LINEAR              |
| 255023 -            | 2005 TT55                | 6 ottobre 2005   | Spacewatch          |
| 255024 -            | 2005 TY61                | 4 ottobre 2005   | Mount Lemmon Survey |
| 255025 -            | 2005 TK62                | 4 ottobre 2005   | Mount Lemmon Survey |
| 255026 -            | 2005 TV63                | 6 ottobre 2005   | CSS                 |
| 255027 -            | 2005 TQ64                | 7 ottobre 2005   | Spacewatch          |
| 255028 -            | 2005 TY70                | 6 ottobre 2005   | Mount Lemmon Survey |
| 255029 -            | 2005 TQ72                | 5 ottobre 2005   | CSS                 |
| 255030 -            | 2005 TJ74                | 7 ottobre 2005   | LONEOS              |
| 255031 -            | 2005 TE75                | 2 ottobre 2005   | NEAT                |
| 255032 -            | 2005 TJ78                | 7 ottobre 2005   | CSS                 |
| 255033 -            | 2005 TX84                | 3 ottobre 2005   | Spacewatch          |
| 255034 -            | 2005 TJ86                | 4 ottobre 2005   | CSS                 |
| 255035 -            | 2005 TJ89                | 5 ottobre 2005   | Mount Lemmon Survey |
| 255036 -            | 2005 TJ99                | 7 ottobre 2005   | CSS                 |
| 255037 -            | 2005 TL99                | 7 ottobre 2005   | Spacewatch          |
| 255038 -            | 2005 TZ100               | 7 ottobre 2005   | CSS                 |
| 255039 -            | 2005 TP102               | 7 ottobre 2005   | Mount Lemmon Survey |
| 255040 -            | 2005 TY104               | 8 ottobre 2005   | LINEAR              |
| 255041 -            | 2005 TU105               | 9 ottobre 2005   | Spacewatch          |
| 255042 -            | 2005 TD114               | 7 ottobre 2005   | Spacewatch          |
| 255043 -            | 2005 TT116               | 7 ottobre 2005   | Spacewatch          |
| 255044 -            | 2005 TW121               | 7 ottobre 2005   | Spacewatch          |
| 255045 -            | 2005 TT125               | 7 ottobre 2005   | Spacewatch          |
| 255046 -            | 2005 TY126               | 7 ottobre 2005   | Spacewatch          |
| 255047 -            | 2005 TT128               | 7 ottobre 2005   | Spacewatch          |
| 255048 -            | 2005 TQ131               | 7 ottobre 2005   | Spacewatch          |
| 255049 -            | 2005 TO137               | 6 ottobre 2005   | Spacewatch          |
| 255050 -            | 2005 TS137               | 6 ottobre 2005   | Spacewatch          |
| 255051 -            | 2005 TM139               | 8 ottobre 2005   | Spacewatch          |
| 255052 -            | 2005 TS139               | 8 ottobre 2005   | Spacewatch          |
| 255053 -            | 2005 TE141               | 8 ottobre 2005   | Spacewatch          |
| 255054 -            | 2005 TZ142               | 8 ottobre 2005   | Spacewatch          |
| 255055 -            | 2005 TY150               | 8 ottobre 2005   | Spacewatch          |
| 255056 -            | 2005 TT152               | 11 ottobre 2005  | Spacewatch          |
| 255057 -            | 2005 TJ155               | 9 ottobre 2005   | Spacewatch          |
| 255058 -            | 2005 TR160               | 9 ottobre 2005   | Spacewatch          |
| 255059 -            | 2005 TG161               | 9 ottobre 2005   | Spacewatch          |
| 255060 -            | 2005 TG167               | 9 ottobre 2005   | Spacewatch          |
| 255061 -            | 2005 TX167               | 9 ottobre 2005   | Spacewatch          |
| 255062 -            | 2005 TS170               | 12 ottobre 2005  | Spacewatch          |
| 255063 -            | 2005 TX174               | 1 ottobre 2005   | LONEOS              |
| 255064 -            | 2005 TC178               | 1 ottobre 2005   | Spacewatch          |
| 255065 -            | 2005 TX181               | 2 ottobre 2005   | NEAT                |
| 255066 -            | 2005 TQ182               | 5 ottobre 2005   | CSS                 |
| 255067 -            | 2005 TD191               | 1 ottobre 2005   | LINEAR              |
| 255068 -            | 2005 UO1                 | 21 ottobre 2005  | Pla D'Arguines      |
| 255069 -            | 2005 UP1                 | 22 ottobre 2005  | Healy, D.           |
| 255070 -            | 2005 UP3                 | 26 ottobre 2005  | Cordell-Lorenz      |
| 255071 -            | 2005 UH6                 | 28 ottobre 2005  | Mount Lemmon Survey |
| 255072 -            | 2005 UP8                 | 27 ottobre 2005  | Rinner, C.          |
| 255073 Victoriabond | 2005 UR8                 | 30 ottobre 2005  | Dawson, M.          |
| 255074 -            | 2005 UZ17                | 22 ottobre 2005  | CSS                 |
| 255075 -            | 2005 UN18                | 22 ottobre 2005  | Spacewatch          |
| 255076 -            | 2005 UP18                | 22 ottobre 2005  | Spacewatch          |
| 255077 -            | 2005 UU18                | 22 ottobre 2005  | Spacewatch          |
| 255078 -            | 2005 UU21                | 23 ottobre 2005  | Spacewatch          |
| 255079 -            | 2005 UF30                | 23 ottobre 2005  | CSS                 |
| 255080 -            | 2005 UQ35                | 24 ottobre 2005  | Spacewatch          |
| 255081 -            | 2005 UG36                | 24 ottobre 2005  | Spacewatch          |
| 255082 -            | 2005 UD39                | 24 ottobre 2005  | Spacewatch          |
| 255083 -            | 2005 UG39                | 24 ottobre 2005  | Spacewatch          |
| 255084 -            | 2005 UT39                | 24 ottobre 2005  | Spacewatch          |
| 255085 -            | 2005 UJ40                | 24 ottobre 2005  | Spacewatch          |
| 255086 -            | 2005 UL40                | 24 ottobre 2005  | Spacewatch          |
| 255087 -            | 2005 UY40                | 24 ottobre 2005  | Spacewatch          |
| 255088 -            | 2005 UV41                | 24 ottobre 2005  | Tucker, R. A.       |
| 255089 -            | 2005 UU42                | 22 ottobre 2005  | Spacewatch          |
| 255090 -            | 2005 UV42                | 22 ottobre 2005  | Spacewatch          |
| 255091 -            | 2005 UU44                | 22 ottobre 2005  | Spacewatch          |
| 255092 -            | 2005 UP47                | 22 ottobre 2005  | CSS                 |
| 255093 -            | 2005 UW48                | 23 ottobre 2005  | Spacewatch          |
| 255094 -            | 2005 UM49                | 23 ottobre 2005  | CSS                 |
| 255095 -            | 2005 UN50                | 23 ottobre 2005  | CSS                 |
| 255096 -            | 2005 UY57                | 24 ottobre 2005  | Spacewatch          |
| 255097 -            | 2005 UH61                | 25 ottobre 2005  | CSS                 |
| 255098 -            | 2005 UP62                | 25 ottobre 2005  | Mount Lemmon Survey |
| 255099 -            | 2005 UK63                | 25 ottobre 2005  | Mount Lemmon Survey |
| 255100 -            | 2005 UQ65                | 22 ottobre 2005  | NEAT                |

## 255101-255200
| Nome     | Designazione provvisoria | Data di scoperta | Scopritore          |
| -------- | ------------------------ | ---------------- | ------------------- |
| 255101 - | 2005 UB66                | 22 ottobre 2005  | CSS                 |
| 255102 - | 2005 UC67                | 22 ottobre 2005  | CSS                 |
| 255103 - | 2005 US67                | 22 ottobre 2005  | NEAT                |
| 255104 - | 2005 UJ68                | 22 ottobre 2005  | NEAT                |
| 255105 - | 2005 UB70                | 23 ottobre 2005  | CSS                 |
| 255106 - | 2005 UW70                | 23 ottobre 2005  | CSS                 |
| 255107 - | 2005 UH73                | 23 ottobre 2005  | NEAT                |
| 255108 - | 2005 UD87                | 22 ottobre 2005  | Spacewatch          |
| 255109 - | 2005 UU88                | 22 ottobre 2005  | Spacewatch          |
| 255110 - | 2005 UH90                | 22 ottobre 2005  | Spacewatch          |
| 255111 - | 2005 UB93                | 22 ottobre 2005  | Spacewatch          |
| 255112 - | 2005 UQ98                | 22 ottobre 2005  | Spacewatch          |
| 255113 - | 2005 UK99                | 22 ottobre 2005  | Spacewatch          |
| 255114 - | 2005 UD101               | 22 ottobre 2005  | Spacewatch          |
| 255115 - | 2005 UP102               | 22 ottobre 2005  | Spacewatch          |
| 255116 - | 2005 UJ104               | 22 ottobre 2005  | Spacewatch          |
| 255117 - | 2005 UJ106               | 22 ottobre 2005  | CSS                 |
| 255118 - | 2005 UX106               | 22 ottobre 2005  | Spacewatch          |
| 255119 - | 2005 UZ108               | 22 ottobre 2005  | NEAT                |
| 255120 - | 2005 UF110               | 22 ottobre 2005  | Spacewatch          |
| 255121 - | 2005 UW113               | 22 ottobre 2005  | Spacewatch          |
| 255122 - | 2005 UB114               | 22 ottobre 2005  | Spacewatch          |
| 255123 - | 2005 UR115               | 23 ottobre 2005  | NEAT                |
| 255124 - | 2005 UU119               | 24 ottobre 2005  | Spacewatch          |
| 255125 - | 2005 UH120               | 24 ottobre 2005  | Spacewatch          |
| 255126 - | 2005 UL126               | 24 ottobre 2005  | Spacewatch          |
| 255127 - | 2005 UE128               | 24 ottobre 2005  | Spacewatch          |
| 255128 - | 2005 US128               | 24 ottobre 2005  | Spacewatch          |
| 255129 - | 2005 UC130               | 24 ottobre 2005  | NEAT                |
| 255130 - | 2005 UG130               | 24 ottobre 2005  | NEAT                |
| 255131 - | 2005 UJ130               | 24 ottobre 2005  | NEAT                |
| 255132 - | 2005 UE131               | 24 ottobre 2005  | Spacewatch          |
| 255133 - | 2005 UO132               | 24 ottobre 2005  | NEAT                |
| 255134 - | 2005 UY136               | 25 ottobre 2005  | Mount Lemmon Survey |
| 255135 - | 2005 UR138               | 25 ottobre 2005  | Spacewatch          |
| 255136 - | 2005 UE141               | 25 ottobre 2005  | CSS                 |
| 255137 - | 2005 UX141               | 25 ottobre 2005  | CSS                 |
| 255138 - | 2005 UY141               | 25 ottobre 2005  | CSS                 |
| 255139 - | 2005 UP142               | 25 ottobre 2005  | Mount Lemmon Survey |
| 255140 - | 2005 UT146               | 26 ottobre 2005  | Spacewatch          |
| 255141 - | 2005 UE148               | 26 ottobre 2005  | Spacewatch          |
| 255142 - | 2005 US150               | 26 ottobre 2005  | LONEOS              |
| 255143 - | 2005 UV153               | 26 ottobre 2005  | Spacewatch          |
| 255144 - | 2005 UD155               | 26 ottobre 2005  | Spacewatch          |
| 255145 - | 2005 UY161               | 25 ottobre 2005  | CSS                 |
| 255146 - | 2005 UD165               | 24 ottobre 2005  | Spacewatch          |
| 255147 - | 2005 UX166               | 24 ottobre 2005  | Spacewatch          |
| 255148 - | 2005 UM167               | 24 ottobre 2005  | Spacewatch          |
| 255149 - | 2005 UA170               | 24 ottobre 2005  | Spacewatch          |
| 255150 - | 2005 US171               | 24 ottobre 2005  | Spacewatch          |
| 255151 - | 2005 UF174               | 24 ottobre 2005  | Spacewatch          |
| 255152 - | 2005 UQ176               | 24 ottobre 2005  | Spacewatch          |
| 255153 - | 2005 UY177               | 24 ottobre 2005  | Spacewatch          |
| 255154 - | 2005 UL179               | 24 ottobre 2005  | Spacewatch          |
| 255155 - | 2005 UD181               | 24 ottobre 2005  | Spacewatch          |
| 255156 - | 2005 UF181               | 24 ottobre 2005  | Spacewatch          |
| 255157 - | 2005 UN183               | 25 ottobre 2005  | Mount Lemmon Survey |
| 255158 - | 2005 UU183               | 25 ottobre 2005  | Mount Lemmon Survey |
| 255159 - | 2005 UV183               | 25 ottobre 2005  | Mount Lemmon Survey |
| 255160 - | 2005 UO184               | 25 ottobre 2005  | Mount Lemmon Survey |
| 255161 - | 2005 UG190               | 27 ottobre 2005  | Mount Lemmon Survey |
| 255162 - | 2005 UL190               | 27 ottobre 2005  | Mount Lemmon Survey |
| 255163 - | 2005 UT192               | 22 ottobre 2005  | Spacewatch          |
| 255164 - | 2005 UP196               | 24 ottobre 2005  | Spacewatch          |
| 255165 - | 2005 UT198               | 25 ottobre 2005  | Spacewatch          |
| 255166 - | 2005 US199               | 25 ottobre 2005  | Spacewatch          |
| 255167 - | 2005 UF201               | 25 ottobre 2005  | Spacewatch          |
| 255168 - | 2005 US205               | 26 ottobre 2005  | Spacewatch          |
| 255169 - | 2005 UC210               | 27 ottobre 2005  | Spacewatch          |
| 255170 - | 2005 UN217               | 28 ottobre 2005  | LINEAR              |
| 255171 - | 2005 UQ217               | 22 ottobre 2005  | Spacewatch          |
| 255172 - | 2005 UO221               | 25 ottobre 2005  | Spacewatch          |
| 255173 - | 2005 UE222               | 25 ottobre 2005  | Spacewatch          |
| 255174 - | 2005 UL226               | 25 ottobre 2005  | Spacewatch          |
| 255175 - | 2005 UU230               | 25 ottobre 2005  | Mount Lemmon Survey |
| 255176 - | 2005 UL236               | 25 ottobre 2005  | Spacewatch          |
| 255177 - | 2005 UA239               | 25 ottobre 2005  | Spacewatch          |
| 255178 - | 2005 UJ241               | 25 ottobre 2005  | CSS                 |
| 255179 - | 2005 UD242               | 25 ottobre 2005  | Spacewatch          |
| 255180 - | 2005 UT246               | 27 ottobre 2005  | Mount Lemmon Survey |
| 255181 - | 2005 UG248               | 28 ottobre 2005  | Mount Lemmon Survey |
| 255182 - | 2005 UE255               | 24 ottobre 2005  | Spacewatch          |
| 255183 - | 2005 UJ256               | 25 ottobre 2005  | Spacewatch          |
| 255184 - | 2005 UR256               | 25 ottobre 2005  | Spacewatch          |
| 255185 - | 2005 UH258               | 25 ottobre 2005  | Spacewatch          |
| 255186 - | 2005 UG265               | 27 ottobre 2005  | Spacewatch          |
| 255187 - | 2005 UC279               | 24 ottobre 2005  | Spacewatch          |
| 255188 - | 2005 UK282               | 26 ottobre 2005  | Spacewatch          |
| 255189 - | 2005 UV284               | 26 ottobre 2005  | Spacewatch          |
| 255190 - | 2005 UU287               | 26 ottobre 2005  | Spacewatch          |
| 255191 - | 2005 UF294               | 26 ottobre 2005  | Spacewatch          |
| 255192 - | 2005 UY299               | 26 ottobre 2005  | Spacewatch          |
| 255193 - | 2005 UA304               | 26 ottobre 2005  | Spacewatch          |
| 255194 - | 2005 UH308               | 27 ottobre 2005  | Mount Lemmon Survey |
| 255195 - | 2005 UB313               | 29 ottobre 2005  | CSS                 |
| 255196 - | 2005 UH313               | 29 ottobre 2005  | CSS                 |
| 255197 - | 2005 UA314               | 27 ottobre 2005  | CSS                 |
| 255198 - | 2005 UX314               | 24 ottobre 2005  | Spacewatch          |
| 255199 - | 2005 UD319               | 27 ottobre 2005  | Spacewatch          |
| 255200 - | 2005 UE320               | 27 ottobre 2005  | Spacewatch          |

## 255201-255300
| Nome            | Designazione provvisoria | Data di scoperta | Scopritore          |
| --------------- | ------------------------ | ---------------- | ------------------- |
| 255201 -        | 2005 UY321               | 27 ottobre 2005  | Spacewatch          |
| 255202 -        | 2005 UU327               | 29 ottobre 2005  | CSS                 |
| 255203 -        | 2005 UJ329               | 28 ottobre 2005  | Mount Lemmon Survey |
| 255204 -        | 2005 UM330               | 28 ottobre 2005  | Mount Lemmon Survey |
| 255205 -        | 2005 UU337               | 31 ottobre 2005  | Spacewatch          |
| 255206 -        | 2005 UD338               | 31 ottobre 2005  | Spacewatch          |
| 255207 -        | 2005 UG341               | 31 ottobre 2005  | LINEAR              |
| 255208 -        | 2005 UN343               | 31 ottobre 2005  | CSS                 |
| 255209 -        | 2005 UC349               | 25 ottobre 2005  | Spacewatch          |
| 255210 -        | 2005 UH351               | 29 ottobre 2005  | CSS                 |
| 255211 -        | 2005 UN351               | 29 ottobre 2005  | CSS                 |
| 255212 -        | 2005 UL353               | 29 ottobre 2005  | CSS                 |
| 255213 -        | 2005 UW353               | 29 ottobre 2005  | CSS                 |
| 255214 -        | 2005 UQ354               | 29 ottobre 2005  | CSS                 |
| 255215 -        | 2005 UG355               | 29 ottobre 2005  | CSS                 |
| 255216 -        | 2005 UQ357               | 30 ottobre 2005  | CSS                 |
| 255217 -        | 2005 UX359               | 25 ottobre 2005  | Mount Lemmon Survey |
| 255218 -        | 2005 UR378               | 29 ottobre 2005  | Mount Lemmon Survey |
| 255219 -        | 2005 UZ384               | 27 ottobre 2005  | Spacewatch          |
| 255220 -        | 2005 UY391               | 30 ottobre 2005  | Spacewatch          |
| 255221 -        | 2005 UU392               | 30 ottobre 2005  | Mount Lemmon Survey |
| 255222 -        | 2005 UW397               | 29 ottobre 2005  | CSS                 |
| 255223 -        | 2005 UQ398               | 30 ottobre 2005  | LINEAR              |
| 255224 -        | 2005 UD399               | 30 ottobre 2005  | Mount Lemmon Survey |
| 255225 -        | 2005 UM408               | 31 ottobre 2005  | Mount Lemmon Survey |
| 255226 -        | 2005 UU411               | 31 ottobre 2005  | Mount Lemmon Survey |
| 255227 -        | 2005 UO420               | 25 ottobre 2005  | Mount Lemmon Survey |
| 255228 -        | 2005 UH422               | 27 ottobre 2005  | Mount Lemmon Survey |
| 255229 -        | 2005 UY424               | 28 ottobre 2005  | Spacewatch          |
| 255230 -        | 2005 UZ432               | 28 ottobre 2005  | Spacewatch          |
| 255231 -        | 2005 UD438               | 27 ottobre 2005  | Spacewatch          |
| 255232 -        | 2005 UF438               | 27 ottobre 2005  | Mount Lemmon Survey |
| 255233 -        | 2005 UT438               | 28 ottobre 2005  | Mount Lemmon Survey |
| 255234 -        | 2005 UO439               | 29 ottobre 2005  | CSS                 |
| 255235 -        | 2005 UH440               | 29 ottobre 2005  | CSS                 |
| 255236 -        | 2005 UK440               | 29 ottobre 2005  | CSS                 |
| 255237 -        | 2005 UF443               | 30 ottobre 2005  | LINEAR              |
| 255238 -        | 2005 UZ444               | 31 ottobre 2005  | Spacewatch          |
| 255239 -        | 2005 UM446               | 29 ottobre 2005  | CSS                 |
| 255240 -        | 2005 UM447               | 29 ottobre 2005  | CSS                 |
| 255241 -        | 2005 UP459               | 27 ottobre 2005  | Mount Lemmon Survey |
| 255242 -        | 2005 UW460               | 28 ottobre 2005  | Mount Lemmon Survey |
| 255243 -        | 2005 UD482               | 22 ottobre 2005  | CSS                 |
| 255244 -        | 2005 UC485               | 22 ottobre 2005  | CSS                 |
| 255245 -        | 2005 UJ495               | 26 ottobre 2005  | LONEOS              |
| 255246 -        | 2005 UE497               | 27 ottobre 2005  | LINEAR              |
| 255247 -        | 2005 UB500               | 27 ottobre 2005  | LONEOS              |
| 255248 -        | 2005 UR508               | 22 ottobre 2005  | Spacewatch          |
| 255249 -        | 2005 UZ508               | 25 ottobre 2005  | Mount Lemmon Survey |
| 255250 -        | 2005 UP510               | 25 ottobre 2005  | Mount Lemmon Survey |
| 255251 -        | 2005 UR511               | 28 ottobre 2005  | Spacewatch          |
| 255252 -        | 2005 UA514               | 28 ottobre 2005  | Mount Lemmon Survey |
| 255253 -        | 2005 US519               | 26 ottobre 2005  | Becker, A. C.       |
| 255254 -        | 2005 US523               | 27 ottobre 2005  | Becker, A. C.       |
| 255255 -        | 2005 UP524               | 24 ottobre 2005  | Spacewatch          |
| 255256 -        | 2005 VL                  | 2 novembre 2005  | LINEAR              |
| 255257 Mechwart | 2005 VR1                 | 4 novembre 2005  | Sárneczky, K.       |
| 255258 -        | 2005 VH4                 | 6 novembre 2005  | Lowe, A.            |
| 255259 -        | 2005 VQ6                 | 6 novembre 2005  | Spacewatch          |
| 255260 -        | 2005 VV6                 | 6 novembre 2005  | Mount Lemmon Survey |
| 255261 -        | 2005 VU7                 | 9 novembre 2005  | Sárneczky, K.       |
| 255262 -        | 2005 VH25                | 2 novembre 2005  | LINEAR              |
| 255263 -        | 2005 VG26                | 3 novembre 2005  | Spacewatch          |
| 255264 -        | 2005 VG32                | 4 novembre 2005  | Spacewatch          |
| 255265 -        | 2005 VH41                | 4 novembre 2005  | Mount Lemmon Survey |
| 255266 -        | 2005 VH42                | 3 novembre 2005  | CSS                 |
| 255267 -        | 2005 VE48                | 5 novembre 2005  | Spacewatch          |
| 255268 -        | 2005 VH49                | 1 novembre 2005  | LINEAR              |
| 255269 -        | 2005 VK49                | 1 novembre 2005  | Spacewatch          |
| 255270 -        | 2005 VV49                | 2 novembre 2005  | LINEAR              |
| 255271 -        | 2005 VS50                | 3 novembre 2005  | CSS                 |
| 255272 -        | 2005 VT52                | 3 novembre 2005  | Mount Lemmon Survey |
| 255273 -        | 2005 VV52                | 3 novembre 2005  | Mount Lemmon Survey |
| 255274 -        | 2005 VJ53                | 3 novembre 2005  | Mount Lemmon Survey |
| 255275 -        | 2005 VD58                | 4 novembre 2005  | Mount Lemmon Survey |
| 255276 -        | 2005 VE59                | 5 novembre 2005  | Mount Lemmon Survey |
| 255277 -        | 2005 VZ60                | 5 novembre 2005  | CSS                 |
| 255278 -        | 2005 VU62                | 1 novembre 2005  | Mount Lemmon Survey |
| 255279 -        | 2005 VN63                | 1 novembre 2005  | Mount Lemmon Survey |
| 255280 -        | 2005 VU65                | 1 novembre 2005  | Mount Lemmon Survey |
| 255281 -        | 2005 VW71                | 1 novembre 2005  | Mount Lemmon Survey |
| 255282 -        | 2005 VX75                | 3 novembre 2005  | Spacewatch          |
| 255283 -        | 2005 VA77                | 4 novembre 2005  | CSS                 |
| 255284 -        | 2005 VO77                | 5 novembre 2005  | Spacewatch          |
| 255285 -        | 2005 VF78                | 6 novembre 2005  | Spacewatch          |
| 255286 -        | 2005 VS78                | 6 novembre 2005  | LINEAR              |
| 255287 -        | 2005 VS81                | 6 novembre 2005  | Spacewatch          |
| 255288 -        | 2005 VE85                | 4 novembre 2005  | Mount Lemmon Survey |
| 255289 -        | 2005 VF90                | 6 novembre 2005  | Spacewatch          |
| 255290 -        | 2005 VF99                | 10 novembre 2005 | CSS                 |
| 255291 -        | 2005 VJ102               | 1 novembre 2005  | Spacewatch          |
| 255292 -        | 2005 VH107               | 5 novembre 2005  | Spacewatch          |
| 255293 -        | 2005 VC109               | 6 novembre 2005  | Mount Lemmon Survey |
| 255294 -        | 2005 VS112               | 9 novembre 2005  | CINEOS              |
| 255295 -        | 2005 VO113               | 10 novembre 2005 | Spacewatch          |
| 255296 -        | 2005 VD116               | 11 novembre 2005 | Spacewatch          |
| 255297 -        | 2005 VB118               | 12 novembre 2005 | Spacewatch          |
| 255298 -        | 2005 VB119               | 2 novembre 2005  | LINEAR              |
| 255299 -        | 2005 VQ119               | 5 novembre 2005  | LONEOS              |
| 255300 -        | 2005 VL120               | 10 novembre 2005 | CSS                 |

## 255301-255400
| Nome                  | Designazione provvisoria | Data di scoperta | Scopritore          |
| --------------------- | ------------------------ | ---------------- | ------------------- |
| 255301 -              | 2005 VD121               | 12 novembre 2005 | CSS                 |
| 255302 -              | 2005 VK122               | 10 novembre 2005 | CSS                 |
| 255303 -              | 2005 VN125               | 2 novembre 2005  | CSS                 |
| 255304 -              | 2005 VO129               | 1 novembre 2005  | Becker, A. C.       |
| 255305 -              | 2005 VN131               | 1 novembre 2005  | Becker, A. C.       |
| 255306 -              | 2005 VH132               | 1 novembre 2005  | Becker, A. C.       |
| 255307 -              | 2005 WR                  | 20 novembre 2005 | Young, J. W.        |
| 255308 Christianzuber | 2005 WB5                 | 20 novembre 2005 | Merlin, J.-C.       |
| 255309 -              | 2005 WJ8                 | 21 novembre 2005 | Spacewatch          |
| 255310 -              | 2005 WA12                | 22 novembre 2005 | Spacewatch          |
| 255311 -              | 2005 WC14                | 22 novembre 2005 | Spacewatch          |
| 255312 -              | 2005 WA16                | 22 novembre 2005 | Spacewatch          |
| 255313 -              | 2005 WJ19                | 24 novembre 2005 | NEAT                |
| 255314 -              | 2005 WN19                | 24 novembre 2005 | NEAT                |
| 255315 -              | 2005 WV21                | 21 novembre 2005 | Spacewatch          |
| 255316 -              | 2005 WZ23                | 21 novembre 2005 | Spacewatch          |
| 255317 -              | 2005 WD25                | 21 novembre 2005 | Spacewatch          |
| 255318 -              | 2005 WH26                | 21 novembre 2005 | Spacewatch          |
| 255319 -              | 2005 WV26                | 21 novembre 2005 | Spacewatch          |
| 255320 -              | 2005 WR27                | 21 novembre 2005 | Spacewatch          |
| 255321 -              | 2005 WJ29                | 21 novembre 2005 | Spacewatch          |
| 255322 -              | 2005 WC30                | 21 novembre 2005 | Spacewatch          |
| 255323 -              | 2005 WJ32                | 21 novembre 2005 | Spacewatch          |
| 255324 -              | 2005 WT32                | 21 novembre 2005 | Spacewatch          |
| 255325 -              | 2005 WU32                | 21 novembre 2005 | Spacewatch          |
| 255326 -              | 2005 WB34                | 21 novembre 2005 | Spacewatch          |
| 255327 -              | 2005 WX34                | 21 novembre 2005 | Healy, D.           |
| 255328 -              | 2005 WL36                | 22 novembre 2005 | Spacewatch          |
| 255329 -              | 2005 WA37                | 22 novembre 2005 | Spacewatch          |
| 255330 -              | 2005 WW40                | 19 novembre 2005 | NEAT                |
| 255331 -              | 2005 WY40                | 20 novembre 2005 | NEAT                |
| 255332 -              | 2005 WR43                | 21 novembre 2005 | Spacewatch          |
| 255333 -              | 2005 WS44                | 22 novembre 2005 | Spacewatch          |
| 255334 -              | 2005 WP45                | 22 novembre 2005 | Spacewatch          |
| 255335 -              | 2005 WC52                | 25 novembre 2005 | Mount Lemmon Survey |
| 255336 -              | 2005 WX52                | 25 novembre 2005 | Mount Lemmon Survey |
| 255337 -              | 2005 WC55                | 26 novembre 2005 | Healy, D.           |
| 255338 -              | 2005 WP59                | 30 novembre 2005 | LINEAR              |
| 255339 -              | 2005 WZ59                | 21 novembre 2005 | CSS                 |
| 255340 -              | 2005 WO63                | 25 novembre 2005 | Mount Lemmon Survey |
| 255341 -              | 2005 WA64                | 25 novembre 2005 | Spacewatch          |
| 255342 -              | 2005 WE65                | 25 novembre 2005 | NEAT                |
| 255343 -              | 2005 WY65                | 22 novembre 2005 | Spacewatch          |
| 255344 -              | 2005 WW67                | 22 novembre 2005 | Spacewatch          |
| 255345 -              | 2005 WC68                | 22 novembre 2005 | Spacewatch          |
| 255346 -              | 2005 WB71                | 21 novembre 2005 | CSS                 |
| 255347 -              | 2005 WV75                | 25 novembre 2005 | Spacewatch          |
| 255348 -              | 2005 WB77                | 25 novembre 2005 | Spacewatch          |
| 255349 -              | 2005 WT77                | 25 novembre 2005 | Spacewatch          |
| 255350 -              | 2005 WB82                | 28 novembre 2005 | LINEAR              |
| 255351 -              | 2005 WR83                | 26 novembre 2005 | Mount Lemmon Survey |
| 255352 -              | 2005 WW83                | 26 novembre 2005 | Mount Lemmon Survey |
| 255353 -              | 2005 WK88                | 28 novembre 2005 | Mount Lemmon Survey |
| 255354 -              | 2005 WF90                | 26 novembre 2005 | Mount Lemmon Survey |
| 255355 -              | 2005 WH93                | 25 novembre 2005 | Mount Lemmon Survey |
| 255356 -              | 2005 WY93                | 26 novembre 2005 | Spacewatch          |
| 255357 -              | 2005 WJ94                | 26 novembre 2005 | Spacewatch          |
| 255358 -              | 2005 WJ97                | 26 novembre 2005 | Mount Lemmon Survey |
| 255359 -              | 2005 WW97                | 26 novembre 2005 | Spacewatch          |
| 255360 -              | 2005 WR99                | 28 novembre 2005 | Mount Lemmon Survey |
| 255361 -              | 2005 WE100               | 28 novembre 2005 | CSS                 |
| 255362 -              | 2005 WT102               | 25 novembre 2005 | CSS                 |
| 255363 -              | 2005 WB104               | 28 novembre 2005 | CSS                 |
| 255364 -              | 2005 WY104               | 29 novembre 2005 | CSS                 |
| 255365 -              | 2005 WZ104               | 29 novembre 2005 | CSS                 |
| 255366 -              | 2005 WZ105               | 29 novembre 2005 | CSS                 |
| 255367 -              | 2005 WE107               | 25 novembre 2005 | Mount Lemmon Survey |
| 255368 -              | 2005 WA108               | 28 novembre 2005 | CSS                 |
| 255369 -              | 2005 WO110               | 30 novembre 2005 | Spacewatch          |
| 255370 -              | 2005 WS111               | 30 novembre 2005 | LINEAR              |
| 255371 -              | 2005 WW111               | 30 novembre 2005 | LINEAR              |
| 255372 -              | 2005 WR113               | 28 novembre 2005 | Spacewatch          |
| 255373 -              | 2005 WL115               | 29 novembre 2005 | Mount Lemmon Survey |
| 255374 -              | 2005 WY115               | 30 novembre 2005 | LINEAR              |
| 255375 -              | 2005 WL116               | 30 novembre 2005 | LINEAR              |
| 255376 -              | 2005 WW117               | 28 novembre 2005 | LINEAR              |
| 255377 -              | 2005 WO119               | 28 novembre 2005 | CSS                 |
| 255378 -              | 2005 WA123               | 25 novembre 2005 | Mount Lemmon Survey |
| 255379 -              | 2005 WB127               | 25 novembre 2005 | Mount Lemmon Survey |
| 255380 -              | 2005 WS136               | 26 novembre 2005 | Mount Lemmon Survey |
| 255381 -              | 2005 WL137               | 26 novembre 2005 | Mount Lemmon Survey |
| 255382 -              | 2005 WL138               | 26 novembre 2005 | Mount Lemmon Survey |
| 255383 -              | 2005 WG142               | 29 novembre 2005 | Spacewatch          |
| 255384 -              | 2005 WS147               | 25 novembre 2005 | CSS                 |
| 255385 -              | 2005 WR151               | 28 novembre 2005 | LINEAR              |
| 255386 -              | 2005 WS151               | 28 novembre 2005 | LINEAR              |
| 255387 -              | 2005 WO152               | 29 novembre 2005 | Spacewatch          |
| 255388 -              | 2005 WG156               | 29 novembre 2005 | NEAT                |
| 255389 -              | 2005 WO158               | 28 novembre 2005 | LINEAR              |
| 255390 -              | 2005 WS158               | 28 novembre 2005 | Mount Lemmon Survey |
| 255391 -              | 2005 WL159               | 29 novembre 2005 | CSS                 |
| 255392 -              | 2005 WS160               | 28 novembre 2005 | Spacewatch          |
| 255393 -              | 2005 WG163               | 29 novembre 2005 | Spacewatch          |
| 255394 -              | 2005 WE166               | 29 novembre 2005 | Mount Lemmon Survey |
| 255395 -              | 2005 WX166               | 29 novembre 2005 | Mount Lemmon Survey |
| 255396 -              | 2005 WY166               | 29 novembre 2005 | Mount Lemmon Survey |
| 255397 -              | 2005 WS178               | 21 novembre 2005 | CSS                 |
| 255398 -              | 2005 WF182               | 25 novembre 2005 | CSS                 |
| 255399 -              | 2005 WF185               | 29 novembre 2005 | CSS                 |
| 255400 -              | 2005 WE186               | 30 novembre 2005 | LINEAR              |

## 255401-255500
| Nome     | Designazione provvisoria | Data di scoperta | Scopritore          |
| -------- | ------------------------ | ---------------- | ------------------- |
| 255401 - | 2005 WA188               | 30 novembre 2005 | CSS                 |
| 255402 - | 2005 WA189               | 30 novembre 2005 | LINEAR              |
| 255403 - | 2005 WW189               | 19 novembre 2005 | NEAT                |
| 255404 - | 2005 WQ190               | 21 novembre 2005 | CSS                 |
| 255405 - | 2005 WV197               | 22 novembre 2005 | Spacewatch          |
| 255406 - | 2005 WV207               | 26 novembre 2005 | Spacewatch          |
| 255407 - | 2005 WW207               | 28 novembre 2005 | Spacewatch          |
| 255408 - | 2005 XP2                 | 1 dicembre 2005  | Spacewatch          |
| 255409 - | 2005 XA5                 | 6 dicembre 2005  | Lowe, A.            |
| 255410 - | 2005 XF9                 | 1 dicembre 2005  | Spacewatch          |
| 255411 - | 2005 XY11                | 1 dicembre 2005  | Mount Lemmon Survey |
| 255412 - | 2005 XB12                | 1 dicembre 2005  | LINEAR              |
| 255413 - | 2005 XF14                | 1 dicembre 2005  | Spacewatch          |
| 255414 - | 2005 XC19                | 2 dicembre 2005  | Mount Lemmon Survey |
| 255415 - | 2005 XQ23                | 2 dicembre 2005  | Mount Lemmon Survey |
| 255416 - | 2005 XT28                | 2 dicembre 2005  | LINEAR              |
| 255417 - | 2005 XK29                | 4 dicembre 2005  | LINEAR              |
| 255418 - | 2005 XO36                | 4 dicembre 2005  | Spacewatch          |
| 255419 - | 2005 XH50                | 2 dicembre 2005  | Spacewatch          |
| 255420 - | 2005 XQ56                | 5 dicembre 2005  | LINEAR              |
| 255421 - | 2005 XT56                | 6 dicembre 2005  | Spacewatch          |
| 255422 - | 2005 XP58                | 2 dicembre 2005  | Mount Lemmon Survey |
| 255423 - | 2005 XB61                | 4 dicembre 2005  | Spacewatch          |
| 255424 - | 2005 XD61                | 4 dicembre 2005  | Spacewatch          |
| 255425 - | 2005 XO71                | 6 dicembre 2005  | Spacewatch          |
| 255426 - | 2005 XS71                | 6 dicembre 2005  | Spacewatch          |
| 255427 - | 2005 XH73                | 6 dicembre 2005  | Spacewatch          |
| 255428 - | 2005 XM74                | 6 dicembre 2005  | Spacewatch          |
| 255429 - | 2005 XH76                | 7 dicembre 2005  | Spacewatch          |
| 255430 - | 2005 XC77                | 8 dicembre 2005  | Spacewatch          |
| 255431 - | 2005 XC79                | 4 dicembre 2005  | CSS                 |
| 255432 - | 2005 XG79                | 8 dicembre 2005  | CSS                 |
| 255433 - | 2005 XB82                | 8 dicembre 2005  | Spacewatch          |
| 255434 - | 2005 XG82                | 8 dicembre 2005  | Spacewatch          |
| 255435 - | 2005 XH82                | 10 dicembre 2005 | Spacewatch          |
| 255436 - | 2005 XS83                | 5 dicembre 2005  | LINEAR              |
| 255437 - | 2005 XK84                | 8 dicembre 2005  | LINEAR              |
| 255438 - | 2005 XE87                | 10 dicembre 2005 | Spacewatch          |
| 255439 - | 2005 XE117               | 8 dicembre 2005  | Spacewatch          |
| 255440 - | 2005 YW2                 | 21 dicembre 2005 | CSS                 |
| 255441 - | 2005 YF4                 | 23 dicembre 2005 | LINEAR              |
| 255442 - | 2005 YW11                | 21 dicembre 2005 | Spacewatch          |
| 255443 - | 2005 YB14                | 22 dicembre 2005 | Spacewatch          |
| 255444 - | 2005 YC14                | 22 dicembre 2005 | Spacewatch          |
| 255445 - | 2005 YO20                | 24 dicembre 2005 | Spacewatch          |
| 255446 - | 2005 YV21                | 24 dicembre 2005 | Spacewatch          |
| 255447 - | 2005 YN24                | 24 dicembre 2005 | Spacewatch          |
| 255448 - | 2005 YB26                | 24 dicembre 2005 | Spacewatch          |
| 255449 - | 2005 YJ30                | 21 dicembre 2005 | Spacewatch          |
| 255450 - | 2005 YZ35                | 25 dicembre 2005 | Spacewatch          |
| 255451 - | 2005 YB36                | 25 dicembre 2005 | Spacewatch          |
| 255452 - | 2005 YC38                | 21 dicembre 2005 | CSS                 |
| 255453 - | 2005 YW42                | 24 dicembre 2005 | Spacewatch          |
| 255454 - | 2005 YP47                | 26 dicembre 2005 | Spacewatch          |
| 255455 - | 2005 YC50                | 25 dicembre 2005 | Spacewatch          |
| 255456 - | 2005 YW52                | 22 dicembre 2005 | CSS                 |
| 255457 - | 2005 YG55                | 25 dicembre 2005 | Spacewatch          |
| 255458 - | 2005 YW72                | 24 dicembre 2005 | Spacewatch          |
| 255459 - | 2005 YB76                | 24 dicembre 2005 | Spacewatch          |
| 255460 - | 2005 YS77                | 24 dicembre 2005 | Spacewatch          |
| 255461 - | 2005 YO78                | 24 dicembre 2005 | Spacewatch          |
| 255462 - | 2005 YP82                | 24 dicembre 2005 | Spacewatch          |
| 255463 - | 2005 YC84                | 24 dicembre 2005 | Spacewatch          |
| 255464 - | 2005 YJ86                | 25 dicembre 2005 | Mount Lemmon Survey |
| 255465 - | 2005 YU86                | 25 dicembre 2005 | Mount Lemmon Survey |
| 255466 - | 2005 YG93                | 27 dicembre 2005 | Spacewatch          |
| 255467 - | 2005 YG98                | 25 dicembre 2005 | Spacewatch          |
| 255468 - | 2005 YJ112               | 25 dicembre 2005 | Mount Lemmon Survey |
| 255469 - | 2005 YK121               | 28 dicembre 2005 | Mount Lemmon Survey |
| 255470 - | 2005 YV123               | 24 dicembre 2005 | NEAT                |
| 255471 - | 2005 YP127               | 28 dicembre 2005 | LINEAR              |
| 255472 - | 2005 YG142               | 28 dicembre 2005 | Mount Lemmon Survey |
| 255473 - | 2005 YW158               | 27 dicembre 2005 | Spacewatch          |
| 255474 - | 2005 YJ165               | 30 dicembre 2005 | LINEAR              |
| 255475 - | 2005 YN165               | 30 dicembre 2005 | LINEAR              |
| 255476 - | 2005 YR167               | 27 dicembre 2005 | Spacewatch          |
| 255477 - | 2005 YP169               | 30 dicembre 2005 | LINEAR              |
| 255478 - | 2005 YR181               | 24 dicembre 2005 | LINEAR              |
| 255479 - | 2005 YF185               | 27 dicembre 2005 | Spacewatch          |
| 255480 - | 2005 YB209               | 22 dicembre 2005 | CSS                 |
| 255481 - | 2005 YR214               | 30 dicembre 2005 | CSS                 |
| 255482 - | 2005 YS214               | 30 dicembre 2005 | CSS                 |
| 255483 - | 2005 YU222               | 21 dicembre 2005 | Spacewatch          |
| 255484 - | 2005 YY231               | 28 dicembre 2005 | Spacewatch          |
| 255485 - | 2005 YL235               | 28 dicembre 2005 | Mount Lemmon Survey |
| 255486 - | 2005 YZ275               | 21 dicembre 2005 | Spacewatch          |
| 255487 - | 2006 AT4                 | 2 gennaio 2006   | CSS                 |
| 255488 - | 2006 AN6                 | 5 gennaio 2006   | LINEAR              |
| 255489 - | 2006 AS7                 | 5 gennaio 2006   | CSS                 |
| 255490 - | 2006 AY7                 | 7 gennaio 2006   | LONEOS              |
| 255491 - | 2006 AO20                | 5 gennaio 2006   | CSS                 |
| 255492 - | 2006 AL28                | 6 gennaio 2006   | Spacewatch          |
| 255493 - | 2006 AP34                | 6 gennaio 2006   | CSS                 |
| 255494 - | 2006 AJ36                | 4 gennaio 2006   | Spacewatch          |
| 255495 - | 2006 AZ68                | 6 gennaio 2006   | Spacewatch          |
| 255496 - | 2006 AE75                | 2 gennaio 2006   | LINEAR              |
| 255497 - | 2006 AX83                | 5 gennaio 2006   | CSS                 |
| 255498 - | 2006 AV85                | 10 gennaio 2006  | CSS                 |
| 255499 - | 2006 AX96                | 2 gennaio 2006   | CSS                 |
| 255500 - | 2006 AX97                | 7 gennaio 2006   | CSS                 |

## 255501-255600
| Nome                 | Designazione provvisoria | Data di scoperta | Scopritore           |
| -------------------- | ------------------------ | ---------------- | -------------------- |
| 255501 -             | 2006 BG                  | 20 gennaio 2006  | CSS                  |
| 255502 -             | 2006 BR1                 | 20 gennaio 2006  | Spacewatch           |
| 255503 -             | 2006 BS17                | 22 gennaio 2006  | LONEOS               |
| 255504 -             | 2006 BV26                | 22 gennaio 2006  | CSS                  |
| 255505 -             | 2006 BE27                | 20 gennaio 2006  | Spacewatch           |
| 255506 -             | 2006 BR55                | 27 gennaio 2006  | Hutsebaut, R.        |
| 255507 -             | 2006 BC74                | 23 gennaio 2006  | Spacewatch           |
| 255508 -             | 2006 BG83                | 24 gennaio 2006  | LINEAR               |
| 255509 -             | 2006 BR96                | 26 gennaio 2006  | Spacewatch           |
| 255510 -             | 2006 BM145               | 23 gennaio 2006  | LINEAR               |
| 255511 -             | 2006 BO145               | 23 gennaio 2006  | LINEAR               |
| 255512 -             | 2006 BT166               | 26 gennaio 2006  | Mount Lemmon Survey  |
| 255513 -             | 2006 BO185               | 28 gennaio 2006  | LONEOS               |
| 255514 -             | 2006 BF214               | 23 gennaio 2006  | CSS                  |
| 255515 -             | 2006 BU226               | 30 gennaio 2006  | CSS                  |
| 255516 -             | 2006 BP260               | 31 gennaio 2006  | Spacewatch           |
| 255517 -             | 2006 BY267               | 26 gennaio 2006  | CSS                  |
| 255518 -             | 2006 CL42                | 2 febbraio 2006  | Spacewatch           |
| 255519 -             | 2006 CN61                | 3 febbraio 2006  | LONEOS               |
| 255520 -             | 2006 CN67                | 6 febbraio 2006  | Mount Lemmon Survey  |
| 255521 -             | 2006 DV4                 | 20 febbraio 2006 | Spacewatch           |
| 255522 -             | 2006 DQ5                 | 20 febbraio 2006 | CSS                  |
| 255523 -             | 2006 DV61                | 20 febbraio 2006 | LINEAR               |
| 255524 -             | 2006 DY69                | 20 febbraio 2006 | Spacewatch           |
| 255525 -             | 2006 DU215               | 24 febbraio 2006 | Spacewatch           |
| 255526 -             | 2006 ET42                | 4 marzo 2006     | Spacewatch           |
| 255527 -             | 2006 ET44                | 2 marzo 2006     | Spacewatch           |
| 255528 -             | 2006 FP21                | 24 marzo 2006    | Mount Lemmon Survey  |
| 255529 -             | 2006 FL49                | 25 marzo 2006    | CSS                  |
| 255530 -             | 2006 FK51                | 24 marzo 2006    | Spacewatch           |
| 255531 -             | 2006 GS1                 | 2 aprile 2006    | Spacewatch           |
| 255532 -             | 2006 HU19                | 19 aprile 2006   | Mount Lemmon Survey  |
| 255533 -             | 2006 HC25                | 20 aprile 2006   | Spacewatch           |
| 255534 -             | 2006 HK40                | 21 aprile 2006   | CSS                  |
| 255535 -             | 2006 HS56                | 19 aprile 2006   | CSS                  |
| 255536 -             | 2006 HB60                | 25 aprile 2006   | NEAT                 |
| 255537 -             | 2006 HB66                | 24 aprile 2006   | Spacewatch           |
| 255538 -             | 2006 HD80                | 26 aprile 2006   | Spacewatch           |
| 255539 -             | 2006 HX81                | 26 aprile 2006   | Spacewatch           |
| 255540 -             | 2006 HY105               | 29 aprile 2006   | Siding Spring Survey |
| 255541 -             | 2006 HV111               | 30 aprile 2006   | CSS                  |
| 255542 -             | 2006 HB120               | 30 aprile 2006   | Spacewatch           |
| 255543 -             | 2006 JW6                 | 1 maggio 2006    | Spacewatch           |
| 255544 -             | 2006 JX8                 | 1 maggio 2006    | Spacewatch           |
| 255545 -             | 2006 JC13                | 1 maggio 2006    | Spacewatch           |
| 255546 -             | 2006 JE14                | 4 maggio 2006    | Mount Lemmon Survey  |
| 255547 -             | 2006 JT19                | 2 maggio 2006    | Mount Lemmon Survey  |
| 255548 -             | 2006 JM25                | 5 maggio 2006    | Mount Lemmon Survey  |
| 255549 -             | 2006 JP25                | 5 maggio 2006    | Mount Lemmon Survey  |
| 255550 -             | 2006 JB26                | 2 maggio 2006    | Broughton, J.        |
| 255551 -             | 2006 JF29                | 3 maggio 2006    | Spacewatch           |
| 255552 -             | 2006 JL39                | 6 maggio 2006    | Mount Lemmon Survey  |
| 255553 -             | 2006 JN46                | 7 maggio 2006    | Spacewatch           |
| 255554 -             | 2006 JK52                | 5 maggio 2006    | Mount Lemmon Survey  |
| 255555 -             | 2006 JR57                | 8 maggio 2006    | Mount Lemmon Survey  |
| 255556 -             | 2006 KE4                 | 19 maggio 2006   | CSS                  |
| 255557 -             | 2006 KQ11                | 19 maggio 2006   | NEAT                 |
| 255558 -             | 2006 KS20                | 18 maggio 2006   | NEAT                 |
| 255559 -             | 2006 KK27                | 20 maggio 2006   | Mount Lemmon Survey  |
| 255560 -             | 2006 KS27                | 20 maggio 2006   | Spacewatch           |
| 255561 -             | 2006 KY42                | 20 maggio 2006   | Mount Lemmon Survey  |
| 255562 -             | 2006 KT43                | 20 maggio 2006   | Siding Spring Survey |
| 255563 -             | 2006 KH49                | 21 maggio 2006   | Spacewatch           |
| 255564 -             | 2006 KM51                | 21 maggio 2006   | Spacewatch           |
| 255565 -             | 2006 KY65                | 24 maggio 2006   | Mount Lemmon Survey  |
| 255566 -             | 2006 KK77                | 24 maggio 2006   | Mount Lemmon Survey  |
| 255567 -             | 2006 KS80                | 25 maggio 2006   | Mount Lemmon Survey  |
| 255568 -             | 2006 KZ82                | 19 maggio 2006   | Mount Lemmon Survey  |
| 255569 -             | 2006 KS85                | 20 maggio 2006   | Siding Spring Survey |
| 255570 -             | 2006 KP86                | 24 maggio 2006   | NEAT                 |
| 255571 -             | 2006 KY100               | 24 maggio 2006   | Mount Lemmon Survey  |
| 255572 -             | 2006 KA107               | 31 maggio 2006   | Mount Lemmon Survey  |
| 255573 -             | 2006 KW107               | 31 maggio 2006   | Mount Lemmon Survey  |
| 255574 -             | 2006 KW117               | 31 maggio 2006   | Mount Lemmon Survey  |
| 255575 -             | 2006 KM120               | 31 maggio 2006   | Spacewatch           |
| 255576 -             | 2006 KU120               | 19 maggio 2006   | LONEOS               |
| 255577 -             | 2006 KY123               | 25 maggio 2006   | Spacewatch           |
| 255578 -             | 2006 KO126               | 26 maggio 2006   | Mount Lemmon Survey  |
| 255579 -             | 2006 LQ1                 | 5 giugno 2006    | LINEAR               |
| 255580 -             | 2006 LW4                 | 9 giugno 2006    | NEAT                 |
| 255581 -             | 2006 LM5                 | 15 giugno 2006   | Ye, Q.-z.            |
| 255582 -             | 2006 LY6                 | 11 giugno 2006   | NEAT                 |
| 255583 -             | 2006 MH3                 | 19 giugno 2006   | Mount Lemmon Survey  |
| 255584 -             | 2006 MH9                 | 19 giugno 2006   | Mount Lemmon Survey  |
| 255585 -             | 2006 NZ                  | 8 luglio 2006    | Siding Spring Survey |
| 255586 -             | 2006 OU1                 | 17 luglio 2006   | Broughton, J.        |
| 255587 Gardenia      | 2006 OU4                 | 21 luglio 2006   | Casulli, V. S.       |
| 255588 -             | 2006 OJ5                 | 18 luglio 2006   | Mayhill              |
| 255589 -             | 2006 OM5                 | 19 luglio 2006   | NEAT                 |
| 255590 -             | 2006 ON5                 | 19 luglio 2006   | NEAT                 |
| 255591 -             | 2006 OB6                 | 21 luglio 2006   | LINEAR               |
| 255592 -             | 2006 OG10                | 24 luglio 2006   | Ory, M.              |
| 255593 -             | 2006 OW10                | 26 luglio 2006   | Hönig, S. F.         |
| 255594 -             | 2006 OE14                | 25 luglio 2006   | NEAT                 |
| 255595 -             | 2006 OB15                | 26 luglio 2006   | Broughton, J.        |
| 255596 -             | 2006 OD16                | 20 luglio 2006   | Broughton, J.        |
| 255597 -             | 2006 OL17                | 25 luglio 2006   | NEAT                 |
| 255598 Paullauterbur | 2006 PE1                 | 13 agosto 2006   | Casulli, V. S.       |
| 255599 -             | 2006 PC2                 | 12 agosto 2006   | NEAT                 |
| 255600 -             | 2006 PC4                 | 15 agosto 2006   | Broughton, J.        |

## 255601-255700
| Nome     | Designazione provvisoria | Data di scoperta | Scopritore            |
| -------- | ------------------------ | ---------------- | --------------------- |
| 255601 - | 2006 PD4                 | 15 agosto 2006   | Broughton, J.         |
| 255602 - | 2006 PG7                 | 12 agosto 2006   | NEAT                  |
| 255603 - | 2006 PD8                 | 12 agosto 2006   | Lin, H.-C., Ye, Q.-z. |
| 255604 - | 2006 PY10                | 13 agosto 2006   | NEAT                  |
| 255605 - | 2006 PZ11                | 13 agosto 2006   | NEAT                  |
| 255606 - | 2006 PA12                | 13 agosto 2006   | NEAT                  |
| 255607 - | 2006 PR13                | 14 agosto 2006   | Siding Spring Survey  |
| 255608 - | 2006 PS13                | 14 agosto 2006   | Siding Spring Survey  |
| 255609 - | 2006 PY14                | 15 agosto 2006   | NEAT                  |
| 255610 - | 2006 PT15                | 15 agosto 2006   | NEAT                  |
| 255611 - | 2006 PZ15                | 15 agosto 2006   | NEAT                  |
| 255612 - | 2006 PW16                | 15 agosto 2006   | NEAT                  |
| 255613 - | 2006 PF17                | 15 agosto 2006   | NEAT                  |
| 255614 - | 2006 PS17                | 15 agosto 2006   | NEAT                  |
| 255615 - | 2006 PK18                | 13 agosto 2006   | NEAT                  |
| 255616 - | 2006 PK19                | 13 agosto 2006   | NEAT                  |
| 255617 - | 2006 PE21                | 15 agosto 2006   | NEAT                  |
| 255618 - | 2006 PP21                | 15 agosto 2006   | NEAT                  |
| 255619 - | 2006 PG22                | 15 agosto 2006   | NEAT                  |
| 255620 - | 2006 PV22                | 15 agosto 2006   | NEAT                  |
| 255621 - | 2006 PX22                | 15 agosto 2006   | NEAT                  |
| 255622 - | 2006 PR25                | 13 agosto 2006   | NEAT                  |
| 255623 - | 2006 PV25                | 13 agosto 2006   | NEAT                  |
| 255624 - | 2006 PA28                | 14 agosto 2006   | Siding Spring Survey  |
| 255625 - | 2006 PC28                | 14 agosto 2006   | Siding Spring Survey  |
| 255626 - | 2006 PZ29                | 12 agosto 2006   | NEAT                  |
| 255627 - | 2006 PL32                | 15 agosto 2006   | NEAT                  |
| 255628 - | 2006 PT39                | 14 agosto 2006   | NEAT                  |
| 255629 - | 2006 PP42                | 14 agosto 2006   | Siding Spring Survey  |
| 255630 - | 2006 QL1                 | 16 agosto 2006   | Siding Spring Survey  |
| 255631 - | 2006 QN1                 | 16 agosto 2006   | Siding Spring Survey  |
| 255632 - | 2006 QO2                 | 17 agosto 2006   | NEAT                  |
| 255633 - | 2006 QP2                 | 17 agosto 2006   | NEAT                  |
| 255634 - | 2006 QR2                 | 17 agosto 2006   | NEAT                  |
| 255635 - | 2006 QB5                 | 19 agosto 2006   | Spacewatch            |
| 255636 - | 2006 QJ6                 | 17 agosto 2006   | NEAT                  |
| 255637 - | 2006 QL6                 | 17 agosto 2006   | LINEAR                |
| 255638 - | 2006 QN6                 | 17 agosto 2006   | NEAT                  |
| 255639 - | 2006 QR7                 | 19 agosto 2006   | Spacewatch            |
| 255640 - | 2006 QL8                 | 19 agosto 2006   | Spacewatch            |
| 255641 - | 2006 QH9                 | 19 agosto 2006   | NEAT                  |
| 255642 - | 2006 QG12                | 16 agosto 2006   | Siding Spring Survey  |
| 255643 - | 2006 QG13                | 16 agosto 2006   | Siding Spring Survey  |
| 255644 - | 2006 QH14                | 17 agosto 2006   | NEAT                  |
| 255645 - | 2006 QP15                | 17 agosto 2006   | NEAT                  |
| 255646 - | 2006 QF18                | 17 agosto 2006   | NEAT                  |
| 255647 - | 2006 QA19                | 17 agosto 2006   | NEAT                  |
| 255648 - | 2006 QD19                | 17 agosto 2006   | NEAT                  |
| 255649 - | 2006 QO19                | 17 agosto 2006   | NEAT                  |
| 255650 - | 2006 QT19                | 17 agosto 2006   | NEAT                  |
| 255651 - | 2006 QK21                | 19 agosto 2006   | Spacewatch            |
| 255652 - | 2006 QQ21                | 19 agosto 2006   | LONEOS                |
| 255653 - | 2006 QY24                | 18 agosto 2006   | LINEAR                |
| 255654 - | 2006 QO26                | 19 agosto 2006   | Spacewatch            |
| 255655 - | 2006 QS26                | 19 agosto 2006   | Spacewatch            |
| 255656 - | 2006 QG27                | 19 agosto 2006   | Spacewatch            |
| 255657 - | 2006 QX27                | 20 agosto 2006   | NEAT                  |
| 255658 - | 2006 QL28                | 21 agosto 2006   | LINEAR                |
| 255659 - | 2006 QW28                | 21 agosto 2006   | Spacewatch            |
| 255660 - | 2006 QK29                | 16 agosto 2006   | Siding Spring Survey  |
| 255661 - | 2006 QR30                | 21 agosto 2006   | NEAT                  |
| 255662 - | 2006 QL32                | 20 agosto 2006   | Spacewatch            |
| 255663 - | 2006 QO32                | 21 agosto 2006   | NEAT                  |
| 255664 - | 2006 QZ32                | 22 agosto 2006   | NEAT                  |
| 255665 - | 2006 QC33                | 23 agosto 2006   | LINEAR                |
| 255666 - | 2006 QN34                | 21 agosto 2006   | LINEAR                |
| 255667 - | 2006 QM35                | 17 agosto 2006   | NEAT                  |
| 255668 - | 2006 QC36                | 19 agosto 2006   | NEAT                  |
| 255669 - | 2006 QR40                | 16 agosto 2006   | Siding Spring Survey  |
| 255670 - | 2006 QL41                | 17 agosto 2006   | NEAT                  |
| 255671 - | 2006 QZ41                | 17 agosto 2006   | NEAT                  |
| 255672 - | 2006 QK42                | 17 agosto 2006   | NEAT                  |
| 255673 - | 2006 QQ43                | 18 agosto 2006   | Spacewatch            |
| 255674 - | 2006 QQ44                | 19 agosto 2006   | LONEOS                |
| 255675 - | 2006 QS45                | 19 agosto 2006   | LONEOS                |
| 255676 - | 2006 QB47                | 20 agosto 2006   | NEAT                  |
| 255677 - | 2006 QU47                | 21 agosto 2006   | LINEAR                |
| 255678 - | 2006 QQ48                | 21 agosto 2006   | NEAT                  |
| 255679 - | 2006 QF49                | 21 agosto 2006   | NEAT                  |
| 255680 - | 2006 QL49                | 21 agosto 2006   | NEAT                  |
| 255681 - | 2006 QN50                | 22 agosto 2006   | NEAT                  |
| 255682 - | 2006 QK51                | 23 agosto 2006   | NEAT                  |
| 255683 - | 2006 QZ51                | 23 agosto 2006   | NEAT                  |
| 255684 - | 2006 QF53                | 23 agosto 2006   | NEAT                  |
| 255685 - | 2006 QO53                | 16 agosto 2006   | Siding Spring Survey  |
| 255686 - | 2006 QM55                | 21 agosto 2006   | LINEAR                |
| 255687 - | 2006 QS58                | 19 agosto 2006   | NEAT                  |
| 255688 - | 2006 QJ59                | 19 agosto 2006   | LONEOS                |
| 255689 - | 2006 QL60                | 20 agosto 2006   | NEAT                  |
| 255690 - | 2006 QT60                | 21 agosto 2006   | NEAT                  |
| 255691 - | 2006 QD61                | 21 agosto 2006   | NEAT                  |
| 255692 - | 2006 QZ61                | 22 agosto 2006   | NEAT                  |
| 255693 - | 2006 QP62                | 23 agosto 2006   | LINEAR                |
| 255694 - | 2006 QU63                | 24 agosto 2006   | NEAT                  |
| 255695 - | 2006 QZ65                | 25 agosto 2006   | Hönig, S. F.          |
| 255696 - | 2006 QM66                | 21 agosto 2006   | LINEAR                |
| 255697 - | 2006 QG81                | 24 agosto 2006   | NEAT                  |
| 255698 - | 2006 QC82                | 24 agosto 2006   | NEAT                  |
| 255699 - | 2006 QE84                | 27 agosto 2006   | Spacewatch            |
| 255700 - | 2006 QY86                | 27 agosto 2006   | Spacewatch            |

## 255701-255800
| Nome           | Designazione provvisoria | Data di scoperta  | Scopritore           |
| -------------- | ------------------------ | ----------------- | -------------------- |
| 255701 -       | 2006 QK88                | 27 agosto 2006    | Spacewatch           |
| 255702 -       | 2006 QO88                | 27 agosto 2006    | Spacewatch           |
| 255703 Stetson | 2006 QN90                | 25 agosto 2006    | Balam, D. D.         |
| 255704 -       | 2006 QJ93                | 16 agosto 2006    | NEAT                 |
| 255705 -       | 2006 QO93                | 16 agosto 2006    | NEAT                 |
| 255706 -       | 2006 QL94                | 16 agosto 2006    | NEAT                 |
| 255707 -       | 2006 QH97                | 19 agosto 2006    | Spacewatch           |
| 255708 -       | 2006 QP99                | 23 agosto 2006    | NEAT                 |
| 255709 -       | 2006 QD101               | 26 agosto 2006    | Siding Spring Survey |
| 255710 -       | 2006 QL104               | 28 agosto 2006    | CSS                  |
| 255711 -       | 2006 QR104               | 28 agosto 2006    | LINEAR               |
| 255712 -       | 2006 QE105               | 28 agosto 2006    | CSS                  |
| 255713 -       | 2006 QP108               | 28 agosto 2006    | CSS                  |
| 255714 -       | 2006 QS114               | 27 agosto 2006    | LONEOS               |
| 255715 -       | 2006 QK117               | 27 agosto 2006    | LONEOS               |
| 255716 -       | 2006 QK119               | 28 agosto 2006    | CSS                  |
| 255717 -       | 2006 QH120               | 29 agosto 2006    | CSS                  |
| 255718 -       | 2006 QJ120               | 29 agosto 2006    | CSS                  |
| 255719 -       | 2006 QT120               | 29 agosto 2006    | CSS                  |
| 255720 -       | 2006 QM121               | 29 agosto 2006    | CSS                  |
| 255721 -       | 2006 QF122               | 29 agosto 2006    | CSS                  |
| 255722 -       | 2006 QY122               | 29 agosto 2006    | CSS                  |
| 255723 -       | 2006 QK124               | 16 agosto 2006    | NEAT                 |
| 255724 -       | 2006 QH125               | 16 agosto 2006    | NEAT                 |
| 255725 -       | 2006 QM127               | 16 agosto 2006    | Siding Spring Survey |
| 255726 -       | 2006 QW128               | 17 agosto 2006    | NEAT                 |
| 255727 -       | 2006 QE129               | 17 agosto 2006    | NEAT                 |
| 255728 -       | 2006 QH132               | 22 agosto 2006    | NEAT                 |
| 255729 -       | 2006 QU132               | 23 agosto 2006    | LINEAR               |
| 255730 -       | 2006 QB133               | 23 agosto 2006    | NEAT                 |
| 255731 -       | 2006 QO135               | 28 agosto 2006    | LONEOS               |
| 255732 -       | 2006 QS135               | 28 agosto 2006    | LINEAR               |
| 255733 -       | 2006 QJ136               | 29 agosto 2006    | LONEOS               |
| 255734 -       | 2006 QD138               | 16 agosto 2006    | NEAT                 |
| 255735 -       | 2006 QG138               | 16 agosto 2006    | NEAT                 |
| 255736 -       | 2006 QK138               | 16 agosto 2006    | NEAT                 |
| 255737 -       | 2006 QA145               | 28 agosto 2006    | CSS                  |
| 255738 -       | 2006 QW147               | 18 agosto 2006    | Spacewatch           |
| 255739 -       | 2006 QJ148               | 18 agosto 2006    | Spacewatch           |
| 255740 -       | 2006 QZ158               | 19 agosto 2006    | Spacewatch           |
| 255741 -       | 2006 QA164               | 29 agosto 2006    | CSS                  |
| 255742 -       | 2006 QC183               | 21 agosto 2006    | Spacewatch           |
| 255743 -       | 2006 RV                  | 4 settembre 2006  | Young, J. W.         |
| 255744 -       | 2006 RQ2                 | 12 settembre 2006 | LONEOS               |
| 255745 -       | 2006 RU2                 | 12 settembre 2006 | LINEAR               |
| 255746 -       | 2006 RC6                 | 14 settembre 2006 | CSS                  |
| 255747 -       | 2006 RS11                | 12 settembre 2006 | CSS                  |
| 255748 -       | 2006 RA12                | 13 settembre 2006 | NEAT                 |
| 255749 -       | 2006 RV16                | 14 settembre 2006 | CSS                  |
| 255750 -       | 2006 RC18                | 14 settembre 2006 | NEAT                 |
| 255751 -       | 2006 RO18                | 14 settembre 2006 | CSS                  |
| 255752 -       | 2006 RR20                | 15 settembre 2006 | Spacewatch           |
| 255753 -       | 2006 RO22                | 14 settembre 2006 | NEAT                 |
| 255754 -       | 2006 RT27                | 14 settembre 2006 | NEAT                 |
| 255755 -       | 2006 RX27                | 14 settembre 2006 | NEAT                 |
| 255756 -       | 2006 RW28                | 15 settembre 2006 | Spacewatch           |
| 255757 -       | 2006 RM36                | 15 settembre 2006 | LINEAR               |
| 255758 -       | 2006 RD41                | 14 settembre 2006 | CSS                  |
| 255759 -       | 2006 RN41                | 14 settembre 2006 | CSS                  |
| 255760 -       | 2006 RR41                | 14 settembre 2006 | Spacewatch           |
| 255761 -       | 2006 RM42                | 14 settembre 2006 | Spacewatch           |
| 255762 -       | 2006 RX42                | 14 settembre 2006 | Spacewatch           |
| 255763 -       | 2006 RE46                | 14 settembre 2006 | Spacewatch           |
| 255764 -       | 2006 RW49                | 14 settembre 2006 | Spacewatch           |
| 255765 -       | 2006 RK55                | 14 settembre 2006 | Spacewatch           |
| 255766 -       | 2006 RZ55                | 14 settembre 2006 | Spacewatch           |
| 255767 -       | 2006 RB57                | 14 settembre 2006 | CSS                  |
| 255768 -       | 2006 RO58                | 15 settembre 2006 | Spacewatch           |
| 255769 -       | 2006 RW58                | 15 settembre 2006 | Spacewatch           |
| 255770 -       | 2006 RA59                | 15 settembre 2006 | Spacewatch           |
| 255771 -       | 2006 RE65                | 14 settembre 2006 | NEAT                 |
| 255772 -       | 2006 RK66                | 14 settembre 2006 | Spacewatch           |
| 255773 -       | 2006 RD70                | 15 settembre 2006 | Spacewatch           |
| 255774 -       | 2006 RZ75                | 15 settembre 2006 | Spacewatch           |
| 255775 -       | 2006 RS82                | 15 settembre 2006 | Spacewatch           |
| 255776 -       | 2006 RY83                | 15 settembre 2006 | Spacewatch           |
| 255777 -       | 2006 RV86                | 15 settembre 2006 | Spacewatch           |
| 255778 -       | 2006 RS87                | 15 settembre 2006 | Spacewatch           |
| 255779 -       | 2006 RK88                | 15 settembre 2006 | Spacewatch           |
| 255780 -       | 2006 RM88                | 15 settembre 2006 | Spacewatch           |
| 255781 -       | 2006 RW92                | 15 settembre 2006 | Spacewatch           |
| 255782 -       | 2006 RH95                | 15 settembre 2006 | Spacewatch           |
| 255783 -       | 2006 RX95                | 15 settembre 2006 | Spacewatch           |
| 255784 -       | 2006 RJ96                | 15 settembre 2006 | Spacewatch           |
| 255785 -       | 2006 RE97                | 15 settembre 2006 | Spacewatch           |
| 255786 -       | 2006 RW98                | 14 settembre 2006 | Spacewatch           |
| 255787 -       | 2006 RF100               | 14 settembre 2006 | CSS                  |
| 255788 -       | 2006 RK100               | 14 settembre 2006 | CSS                  |
| 255789 -       | 2006 RY100               | 14 settembre 2006 | CSS                  |
| 255790 -       | 2006 SQ                  | 16 settembre 2006 | CSS                  |
| 255791 -       | 2006 SF3                 | 16 settembre 2006 | LONEOS               |
| 255792 -       | 2006 ST7                 | 18 settembre 2006 | Hönig, S. F.         |
| 255793 -       | 2006 SB8                 | 16 settembre 2006 | CSS                  |
| 255794 -       | 2006 SE8                 | 16 settembre 2006 | CSS                  |
| 255795 -       | 2006 SH8                 | 16 settembre 2006 | LONEOS               |
| 255796 -       | 2006 SY10                | 16 settembre 2006 | Spacewatch           |
| 255797 -       | 2006 SN11                | 16 settembre 2006 | LINEAR               |
| 255798 -       | 2006 SG13                | 17 settembre 2006 | LINEAR               |
| 255799 -       | 2006 ST14                | 17 settembre 2006 | CSS                  |
| 255800 -       | 2006 SN15                | 17 settembre 2006 | CSS                  |

## 255801-255900
| Nome     | Designazione provvisoria | Data di scoperta  | Scopritore          |
| -------- | ------------------------ | ----------------- | ------------------- |
| 255801 - | 2006 SD19                | 17 settembre 2006 | Spacewatch          |
| 255802 - | 2006 SZ21                | 17 settembre 2006 | CSS                 |
| 255803 - | 2006 SL22                | 17 settembre 2006 | LONEOS              |
| 255804 - | 2006 SV24                | 16 settembre 2006 | CSS                 |
| 255805 - | 2006 SM25                | 16 settembre 2006 | LONEOS              |
| 255806 - | 2006 SD33                | 17 settembre 2006 | Spacewatch          |
| 255807 - | 2006 SO34                | 17 settembre 2006 | CSS                 |
| 255808 - | 2006 SM35                | 17 settembre 2006 | Spacewatch          |
| 255809 - | 2006 SN40                | 18 settembre 2006 | CSS                 |
| 255810 - | 2006 SC42                | 18 settembre 2006 | LONEOS              |
| 255811 - | 2006 SB46                | 18 settembre 2006 | LONEOS              |
| 255812 - | 2006 SE46                | 18 settembre 2006 | Jarnac              |
| 255813 - | 2006 SO48                | 16 settembre 2006 | CSS                 |
| 255814 - | 2006 SD50                | 19 settembre 2006 | OAM                 |
| 255815 - | 2006 SP51                | 17 settembre 2006 | LONEOS              |
| 255816 - | 2006 SN52                | 19 settembre 2006 | CSS                 |
| 255817 - | 2006 SQ54                | 18 settembre 2006 | CSS                 |
| 255818 - | 2006 SZ54                | 18 settembre 2006 | CSS                 |
| 255819 - | 2006 SE57                | 21 settembre 2006 | Ottmarsheim         |
| 255820 - | 2006 SP57                | 17 settembre 2006 | CSS                 |
| 255821 - | 2006 SB68                | 19 settembre 2006 | Spacewatch          |
| 255822 - | 2006 SO70                | 19 settembre 2006 | Spacewatch          |
| 255823 - | 2006 SB71                | 19 settembre 2006 | Spacewatch          |
| 255824 - | 2006 SF71                | 19 settembre 2006 | Spacewatch          |
| 255825 - | 2006 SL72                | 19 settembre 2006 | Spacewatch          |
| 255826 - | 2006 SB76                | 19 settembre 2006 | Spacewatch          |
| 255827 - | 2006 SZ85                | 18 settembre 2006 | Spacewatch          |
| 255828 - | 2006 SC86                | 18 settembre 2006 | Spacewatch          |
| 255829 - | 2006 ST87                | 18 settembre 2006 | Spacewatch          |
| 255830 - | 2006 SY89                | 18 settembre 2006 | Spacewatch          |
| 255831 - | 2006 SO90                | 18 settembre 2006 | Spacewatch          |
| 255832 - | 2006 SH95                | 18 settembre 2006 | Spacewatch          |
| 255833 - | 2006 SK95                | 18 settembre 2006 | Spacewatch          |
| 255834 - | 2006 SP96                | 18 settembre 2006 | Spacewatch          |
| 255835 - | 2006 SK98                | 18 settembre 2006 | Spacewatch          |
| 255836 - | 2006 SC100               | 18 settembre 2006 | Spacewatch          |
| 255837 - | 2006 SS103               | 19 settembre 2006 | Spacewatch          |
| 255838 - | 2006 SE104               | 19 settembre 2006 | Spacewatch          |
| 255839 - | 2006 SN108               | 19 settembre 2006 | Spacewatch          |
| 255840 - | 2006 SR109               | 19 settembre 2006 | Spacewatch          |
| 255841 - | 2006 SM110               | 20 settembre 2006 | CSS                 |
| 255842 - | 2006 SG111               | 22 settembre 2006 | Spacewatch          |
| 255843 - | 2006 SJ116               | 24 settembre 2006 | Spacewatch          |
| 255844 - | 2006 SH117               | 24 settembre 2006 | Spacewatch          |
| 255845 - | 2006 SM117               | 24 settembre 2006 | Spacewatch          |
| 255846 - | 2006 SQ121               | 18 settembre 2006 | CSS                 |
| 255847 - | 2006 SA136               | 20 settembre 2006 | CSS                 |
| 255848 - | 2006 SH138               | 20 settembre 2006 | LONEOS              |
| 255849 - | 2006 SS142               | 19 settembre 2006 | CSS                 |
| 255850 - | 2006 SO143               | 19 settembre 2006 | Spacewatch          |
| 255851 - | 2006 SP151               | 19 settembre 2006 | Spacewatch          |
| 255852 - | 2006 SS151               | 19 settembre 2006 | Spacewatch          |
| 255853 - | 2006 SQ152               | 19 settembre 2006 | Spacewatch          |
| 255854 - | 2006 SK153               | 20 settembre 2006 | CSS                 |
| 255855 - | 2006 SF154               | 20 settembre 2006 | NEAT                |
| 255856 - | 2006 SJ154               | 20 settembre 2006 | NEAT                |
| 255857 - | 2006 SC160               | 23 settembre 2006 | Spacewatch          |
| 255858 - | 2006 SF160               | 23 settembre 2006 | Spacewatch          |
| 255859 - | 2006 SL163               | 24 settembre 2006 | Spacewatch          |
| 255860 - | 2006 SV165               | 25 settembre 2006 | Spacewatch          |
| 255861 - | 2006 ST169               | 25 settembre 2006 | Spacewatch          |
| 255862 - | 2006 SG171               | 25 settembre 2006 | Spacewatch          |
| 255863 - | 2006 SJ172               | 25 settembre 2006 | Spacewatch          |
| 255864 - | 2006 SB175               | 25 settembre 2006 | Spacewatch          |
| 255865 - | 2006 SL182               | 25 settembre 2006 | Spacewatch          |
| 255866 - | 2006 SW184               | 25 settembre 2006 | Mount Lemmon Survey |
| 255867 - | 2006 SA186               | 25 settembre 2006 | Mount Lemmon Survey |
| 255868 - | 2006 SW187               | 26 settembre 2006 | Spacewatch          |
| 255869 - | 2006 SS196               | 26 settembre 2006 | Spacewatch          |
| 255870 - | 2006 SW196               | 26 settembre 2006 | Spacewatch          |
| 255871 - | 2006 SA203               | 25 settembre 2006 | Mount Lemmon Survey |
| 255872 - | 2006 SS208               | 26 settembre 2006 | LINEAR              |
| 255873 - | 2006 SL211               | 26 settembre 2006 | CSS                 |
| 255874 - | 2006 SB215               | 27 settembre 2006 | Mount Lemmon Survey |
| 255875 - | 2006 SJ223               | 25 settembre 2006 | Mount Lemmon Survey |
| 255876 - | 2006 SN223               | 25 settembre 2006 | Mount Lemmon Survey |
| 255877 - | 2006 SS223               | 25 settembre 2006 | Mount Lemmon Survey |
| 255878 - | 2006 SQ239               | 26 settembre 2006 | Spacewatch          |
| 255879 - | 2006 SB241               | 26 settembre 2006 | Spacewatch          |
| 255880 - | 2006 SH250               | 26 settembre 2006 | Spacewatch          |
| 255881 - | 2006 SE254               | 26 settembre 2006 | Mount Lemmon Survey |
| 255882 - | 2006 SG259               | 26 settembre 2006 | Spacewatch          |
| 255883 - | 2006 SV259               | 26 settembre 2006 | Mount Lemmon Survey |
| 255884 - | 2006 SN262               | 26 settembre 2006 | Mount Lemmon Survey |
| 255885 - | 2006 SJ263               | 26 settembre 2006 | Spacewatch          |
| 255886 - | 2006 SX268               | 26 settembre 2006 | Spacewatch          |
| 255887 - | 2006 SS269               | 26 settembre 2006 | Mount Lemmon Survey |
| 255888 - | 2006 SD271               | 27 settembre 2006 | LINEAR              |
| 255889 - | 2006 SG271               | 27 settembre 2006 | Mount Lemmon Survey |
| 255890 - | 2006 SD274               | 27 settembre 2006 | Mount Lemmon Survey |
| 255891 - | 2006 SS274               | 27 settembre 2006 | Mount Lemmon Survey |
| 255892 - | 2006 SL275               | 27 settembre 2006 | Mount Lemmon Survey |
| 255893 - | 2006 ST279               | 28 settembre 2006 | CSS                 |
| 255894 - | 2006 SK284               | 27 settembre 2006 | CSS                 |
| 255895 - | 2006 SN286               | 19 settembre 2006 | CSS                 |
| 255896 - | 2006 SA289               | 26 settembre 2006 | CSS                 |
| 255897 - | 2006 SY289               | 27 settembre 2006 | LINEAR              |
| 255898 - | 2006 SK294               | 25 settembre 2006 | Spacewatch          |
| 255899 - | 2006 SP298               | 25 settembre 2006 | Mount Lemmon Survey |
| 255900 - | 2006 SR298               | 25 settembre 2006 | Spacewatch          |

## 255901-256000
| Nome               | Designazione provvisoria | Data di scoperta  | Scopritore            |
| ------------------ | ------------------------ | ----------------- | --------------------- |
| 255901 -           | 2006 SH306               | 27 settembre 2006 | LINEAR                |
| 255902 -           | 2006 SD308               | 27 settembre 2006 | Spacewatch            |
| 255903 -           | 2006 SS315               | 27 settembre 2006 | Spacewatch            |
| 255904 -           | 2006 SU316               | 27 settembre 2006 | Spacewatch            |
| 255905 -           | 2006 SC323               | 27 settembre 2006 | Spacewatch            |
| 255906 -           | 2006 SY325               | 27 settembre 2006 | Spacewatch            |
| 255907 -           | 2006 SE327               | 27 settembre 2006 | Spacewatch            |
| 255908 -           | 2006 SC329               | 27 settembre 2006 | Spacewatch            |
| 255909 -           | 2006 SN339               | 28 settembre 2006 | Spacewatch            |
| 255910 -           | 2006 SK342               | 28 settembre 2006 | Spacewatch            |
| 255911 -           | 2006 SS348               | 28 settembre 2006 | Spacewatch            |
| 255912 -           | 2006 SA354               | 30 settembre 2006 | CSS                   |
| 255913 -           | 2006 SE354               | 30 settembre 2006 | CSS                   |
| 255914 -           | 2006 SY356               | 30 settembre 2006 | CSS                   |
| 255915 -           | 2006 SW357               | 30 settembre 2006 | Mount Lemmon Survey   |
| 255916 -           | 2006 SD358               | 30 settembre 2006 | Mount Lemmon Survey   |
| 255917 -           | 2006 SE359               | 30 settembre 2006 | CSS                   |
| 255918 -           | 2006 SX361               | 30 settembre 2006 | Mount Lemmon Survey   |
| 255919 -           | 2006 SB363               | 30 settembre 2006 | CSS                   |
| 255920 -           | 2006 SF365               | 30 settembre 2006 | CSS                   |
| 255921 -           | 2006 SV365               | 30 settembre 2006 | Mount Lemmon Survey   |
| 255922 -           | 2006 SU366               | 16 settembre 2006 | CSS                   |
| 255923 -           | 2006 SE367               | 25 settembre 2006 | CSS                   |
| 255924 -           | 2006 SM388               | 30 settembre 2006 | Becker, A. C.         |
| 255925 -           | 2006 SF390               | 30 settembre 2006 | Becker, A. C.         |
| 255926 -           | 2006 SY390               | 17 settembre 2006 | CSS                   |
| 255927 -           | 2006 SO391               | 18 settembre 2006 | CSS                   |
| 255928 -           | 2006 SN392               | 26 settembre 2006 | Mount Lemmon Survey   |
| 255929 -           | 2006 SM393               | 28 settembre 2006 | Mount Lemmon Survey   |
| 255930 -           | 2006 SD397               | 19 settembre 2006 | CSS                   |
| 255931 -           | 2006 SW400               | 25 settembre 2006 | Mount Lemmon Survey   |
| 255932 -           | 2006 SA402               | 30 settembre 2006 | Mount Lemmon Survey   |
| 255933 -           | 2006 SV406               | 19 settembre 2006 | CSS                   |
| 255934 -           | 2006 SU408               | 19 settembre 2006 | CSS                   |
| 255935 -           | 2006 SZ412               | 17 settembre 2006 | CSS                   |
| 255936 -           | 2006 TP1                 | 1 ottobre 2006    | Spacewatch            |
| 255937 -           | 2006 TD4                 | 2 ottobre 2006    | Mount Lemmon Survey   |
| 255938 -           | 2006 TB8                 | 12 ottobre 2006   | Molnar, L. A.         |
| 255939 -           | 2006 TT9                 | 13 ottobre 2006   | Molnar, L. A.         |
| 255940 Maylis      | 2006 TZ9                 | 14 ottobre 2006   | Dax                   |
| 255941 -           | 2006 TT10                | 3 ottobre 2006    | Spacewatch            |
| 255942 -           | 2006 TT11                | 15 ottobre 2006   | Spacewatch            |
| 255943 -           | 2006 TT12                | 10 ottobre 2006   | NEAT                  |
| 255944 -           | 2006 TM15                | 11 ottobre 2006   | Spacewatch            |
| 255945 -           | 2006 TZ16                | 11 ottobre 2006   | Spacewatch            |
| 255946 -           | 2006 TA17                | 11 ottobre 2006   | Spacewatch            |
| 255947 -           | 2006 TG17                | 11 ottobre 2006   | Spacewatch            |
| 255948 -           | 2006 TG22                | 11 ottobre 2006   | Spacewatch            |
| 255949 -           | 2006 TU22                | 11 ottobre 2006   | Spacewatch            |
| 255950 -           | 2006 TN23                | 11 ottobre 2006   | Spacewatch            |
| 255951 -           | 2006 TY26                | 12 ottobre 2006   | Spacewatch            |
| 255952 -           | 2006 TD27                | 12 ottobre 2006   | Spacewatch            |
| 255953 -           | 2006 TF27                | 12 ottobre 2006   | Spacewatch            |
| 255954 -           | 2006 TT27                | 12 ottobre 2006   | Spacewatch            |
| 255955 -           | 2006 TD28                | 12 ottobre 2006   | Spacewatch            |
| 255956 -           | 2006 TP28                | 12 ottobre 2006   | Spacewatch            |
| 255957 -           | 2006 TQ28                | 12 ottobre 2006   | Spacewatch            |
| 255958 -           | 2006 TK29                | 12 ottobre 2006   | Spacewatch            |
| 255959 -           | 2006 TP34                | 12 ottobre 2006   | Spacewatch            |
| 255960 -           | 2006 TC35                | 12 ottobre 2006   | Spacewatch            |
| 255961 -           | 2006 TB36                | 12 ottobre 2006   | Spacewatch            |
| 255962 -           | 2006 TH37                | 12 ottobre 2006   | Spacewatch            |
| 255963 -           | 2006 TV38                | 12 ottobre 2006   | Spacewatch            |
| 255964 -           | 2006 TZ39                | 12 ottobre 2006   | Spacewatch            |
| 255965 -           | 2006 TG40                | 12 ottobre 2006   | Spacewatch            |
| 255966 -           | 2006 TA44                | 12 ottobre 2006   | Spacewatch            |
| 255967 -           | 2006 TE44                | 12 ottobre 2006   | Spacewatch            |
| 255968 -           | 2006 TR44                | 12 ottobre 2006   | Spacewatch            |
| 255969 -           | 2006 TV44                | 12 ottobre 2006   | Spacewatch            |
| 255970 -           | 2006 TG46                | 12 ottobre 2006   | Spacewatch            |
| 255971 -           | 2006 TL47                | 12 ottobre 2006   | Spacewatch            |
| 255972 -           | 2006 TE49                | 12 ottobre 2006   | NEAT                  |
| 255973 -           | 2006 TV50                | 12 ottobre 2006   | Spacewatch            |
| 255974 -           | 2006 TH51                | 12 ottobre 2006   | Spacewatch            |
| 255975 -           | 2006 TQ52                | 12 ottobre 2006   | Spacewatch            |
| 255976 -           | 2006 TF53                | 12 ottobre 2006   | Spacewatch            |
| 255977 -           | 2006 TC64                | 10 ottobre 2006   | NEAT                  |
| 255978 -           | 2006 TE70                | 11 ottobre 2006   | NEAT                  |
| 255979 -           | 2006 TU70                | 11 ottobre 2006   | NEAT                  |
| 255980 -           | 2006 TE71                | 11 ottobre 2006   | NEAT                  |
| 255981 -           | 2006 TJ75                | 11 ottobre 2006   | NEAT                  |
| 255982 -           | 2006 TF78                | 12 ottobre 2006   | NEAT                  |
| 255983 -           | 2006 TY78                | 12 ottobre 2006   | Spacewatch            |
| 255984 -           | 2006 TB79                | 12 ottobre 2006   | Spacewatch            |
| 255985 -           | 2006 TF79                | 12 ottobre 2006   | Spacewatch            |
| 255986 -           | 2006 TL82                | 13 ottobre 2006   | Spacewatch            |
| 255987 -           | 2006 TT85                | 13 ottobre 2006   | Spacewatch            |
| 255988 -           | 2006 TP91                | 13 ottobre 2006   | Spacewatch            |
| 255989 Dengyushian | 2006 TU94                | 15 ottobre 2006   | Lin, C.-S., Ye, Q.-z. |
| 255990 -           | 2006 TG98                | 15 ottobre 2006   | Spacewatch            |
| 255991 -           | 2006 TL102               | 15 ottobre 2006   | Spacewatch            |
| 255992 -           | 2006 TN102               | 15 ottobre 2006   | Spacewatch            |
| 255993 -           | 2006 TE104               | 15 ottobre 2006   | Spacewatch            |
| 255994 -           | 2006 TL105               | 15 ottobre 2006   | Spacewatch            |
| 255995 -           | 2006 TY105               | 12 ottobre 2006   | NEAT                  |
| 255996 -           | 2006 TC106               | 15 ottobre 2006   | Spacewatch            |
| 255997 -           | 2006 TS106               | 15 ottobre 2006   | CSS                   |
| 255998 -           | 2006 TO109               | 4 ottobre 2006    | Mount Lemmon Survey   |
| 255999 -           | 2006 TJ110               | 13 ottobre 2006   | Spacewatch            |
| 256000 -           | 2006 TO110               | 13 ottobre 2006   | Spacewatch            |